# Coffee City
Coffee City is een plaats (town) in de Amerikaanse staat Texas, en valt bestuurlijk gezien onder Henderson County.

## Demografie
Bij de volkstelling in 2000 werd het aantal inwoners vastgesteld op 193.
In 2006 is het aantal inwoners door het United States Census Bureau geschat op 206, een stijging van 13 (6.7%).

## Geografie
Volgens het United States Census Bureau beslaat de plaats een oppervlakte van
16,9 km², waarvan 4,7 km² land en 12,2 km² water.

## Plaatsen in de nabije omgeving
De onderstaande figuur toont nabijgelegen plaatsen in een straal van 16 km rond Coffee City.